# Черенцов, Денис Дмитриевич
Денис Дмитриевич Черенцов (род. 13 сентября 1980, Юрга, Кемеровская область) — российский самбист, чемпион и призёр чемпионатов России, Европы и мира, обладатель Кубка мира (2007 год), Заслуженный мастер спорта России. Инструктор по физкультуре и спорту спортивного клуба «Запсибовец».

## Спортивные результаты
- Чемпионат России по самбо 2001 года — ;
- Чемпионат России по самбо 2002 года — ;
- Чемпионат России по самбо 2004 года — ;
- Чемпионат России по самбо 2006 года — ;
- Чемпионат России по самбо 2007 года — ;
- Чемпионат России по самбо 2008 года — ;
- Чемпионат России по самбо 2009 года — .

## Награды
- Медаль «Спортивная доблесть Кузбасса»;
- Медаль «За вклад в развитие Кузбасса III степени»;
- Медаль «За честь и мужество».